# Stefan Wolf
Stefan Wolf (31 gennaio 1971) è un ex calciatore svizzero, di ruolo difensore.

## Carriera

### Nazionale
Ha collezionato 14 presenze con la propria Nazionale.

## Statistiche

### Cronologia presenze e reti in Nazionale
| Cronologia completa delle presenze e delle reti in nazionale ― Svizzera | Cronologia completa delle presenze e delle reti in nazionale ― Svizzera | Cronologia completa delle presenze e delle reti in nazionale ― Svizzera | Cronologia completa delle presenze e delle reti in nazionale ― Svizzera | Cronologia completa delle presenze e delle reti in nazionale ― Svizzera | Cronologia completa delle presenze e delle reti in nazionale ― Svizzera | Cronologia completa delle presenze e delle reti in nazionale ― Svizzera | Cronologia completa delle presenze e delle reti in nazionale ― Svizzera |
| Data                                                                    | Città                                                                   | In casa                                                                 | Risultato                                                               | Ospiti                                                                  | Competizione                                                            | Reti                                                                    | Note                                                                    |
| ----------------------------------------------------------------------- | ----------------------------------------------------------------------- | ----------------------------------------------------------------------- | ----------------------------------------------------------------------- | ----------------------------------------------------------------------- | ----------------------------------------------------------------------- | ----------------------------------------------------------------------- | ----------------------------------------------------------------------- |
| 15-11-1995                                                              | Londra                                                                  | Inghilterra                                                             | 3 – 1                                                                   | Svizzera                                                                | Amichevole                                                              | -                                                                       | 69’                                                                     |
| 10-2-1997                                                               | Hong Kong                                                               | Russia                                                                  | 2 – 1                                                                   | Svizzera                                                                | Carlsberg Cup 1997                                                      | -                                                                       |                                                                         |
| 2-4-1997                                                                | Lucerna                                                                 | Svizzera                                                                | 1 – 0                                                                   | Lettonia                                                                | Amichevole                                                              | -                                                                       | 85’                                                                     |
| 6-8-1997                                                                | Bratislava                                                              | Slovacchia                                                              | 1 – 0                                                                   | Svizzera                                                                | Amichevole                                                              | -                                                                       | 70’                                                                     |
| 20-8-1997                                                               | Budapest                                                                | Ungheria                                                                | 1 – 1                                                                   | Svizzera                                                                | Qual. Mondiali 1998                                                     | -                                                                       |                                                                         |
| 6-9-1997                                                                | Losanna                                                                 | Svizzera                                                                | 1 – 2                                                                   | Finlandia                                                               | Qual. Mondiali 1998                                                     | -                                                                       |                                                                         |
| 10-9-1997                                                               | Oslo                                                                    | Norvegia                                                                | 5 – 0                                                                   | Svizzera                                                                | Qual. Mondiali 1998                                                     | -                                                                       |                                                                         |
| 2-9-1998                                                                | Niš                                                                     | Jugoslavia                                                              | 1 – 1                                                                   | Svizzera                                                                | Amichevole                                                              | -                                                                       | 70’                                                                     |
| 10-10-1998                                                              | Udine                                                                   | Italia                                                                  | 2 – 0                                                                   | Svizzera                                                                | Qual. Euro 2000                                                         | -                                                                       | 65’                                                                     |
| 10-3-1999                                                               | San Gallo                                                               | Svizzera                                                                | 2 – 4                                                                   | Austria                                                                 | Amichevole                                                              | -                                                                       | 39’                                                                     |
| 31-3-1999                                                               | Zurigo                                                                  | Svizzera                                                                | 2 – 0                                                                   | Galles                                                                  | Qual. Euro 2000                                                         | -                                                                       |                                                                         |
| 28-4-1999                                                               | Atene                                                                   | Grecia                                                                  | 1 – 1                                                                   | Svizzera                                                                | Amichevole                                                              | -                                                                       |                                                                         |
| 18-8-1999                                                               | Drnovice                                                                | Rep. Ceca                                                               | 3 – 0                                                                   | Svizzera                                                                | Amichevole                                                              | -                                                                       |                                                                         |
| 8-9-1999                                                                | Losanna                                                                 | Svizzera                                                                | 2 – 0                                                                   | Bielorussia                                                             | Qual. Euro 2000                                                         | -                                                                       | 79’                                                                     |
| Totale                                                                  |                                                                         | Presenze                                                                | 14                                                                      |                                                                         | Reti                                                                    | 0                                                                       |                                                                         |

## Palmarès

### Competizioni nazionali
- Campionato svizzero: 1

Servette: 1998-1999
- Coppa Svizzera: 2

Lucerna: 1991-1992
Servette: 2000-2001